# Jan Romiszewski (kasztelan konarski)
Jan Romiszewski z Romiszowic (Jan ze Stoków i Chojen / Jan Stokowski z Romiszewic / Jan ze Stoków i Romiszewic) herbu Jelita (ur. ok. 1500 – zm. przed 1572) – łowczy łęczycki (1533–1546), kasztelan konarski łęczycki (1549–1566)

## Życiorys
Syn łowczego łęczyckiego Jakuba Romiszewskiego z Romiszowic i Anny ze Stoków. Brat Rafała, Jadwigi za Oleśnickim z Pińczowa i Elżbiety za Gniewoszem z Birdzicy.
Właściciel dóbr w ziemi sieradzko-łęczyckiej m.in. Stoków, Rajska, Woli Rajskiej, Zbigniewic, Chojen, Pokrzywki i Przyłęku. 
Poprzez małżeństwo blisko skoligacony z potężnym małopolskim rodem Szydłowieckich i wpływowym na dworze królewskim rodem Maciejowskich. 
Poślubił Katarzynę Leżeńską, córkę starosty ryczywolskiego, inowłodzkiego i przedborskiego Abrahama Leżeńskiego (syna wojewody sieradzkiego Sędziwoja z Leżenic) i Anny z Szydłowieckich. Katarzyna była siostrą 
- Anny za Kasprem Maciejowskim (matki wojewody Mikołaja Maciejowskiego)
- Jana, żonatego z dwórką królowej Bony kasztelanką Urszulą z Maciejowskich – siostrą Stanisława (marszałka w. koronnego), Samuela (kanclerza w. koronnego) i Bernarda (kasztelana lubelskiego i radomskiego). 
W 1525 sprzedał wraz z żoną Katarzyną otrzymane w wianie przez Annę z Szydłowieckich Leżeńską wsie Skarżysko, Pogorzałe i Starą Wieś oraz połowę Szydłowca kasztelanowi sandomierskiemu Mikołajowi Szydłowieckiemu.
Miał córkę Agnieszkę za kasztelanem konarskim łęczyckim Rafałem Śladkowskim oraz synów: Jakuba – łowczego łęczyckiego, Zygmunta, Wawrzyńca oraz Stanisława i Piotra – studentów Akademii Krakowskiej. 
Dzieci Jana przyjęły nazwisko Stokowski, pochodzące od nazwy dóbr Stoki.